# 哈爾濱斯普林斯附屬建築物 (加利福尼亞州)
哈爾濱斯普林斯附屬建築物（英語：Harbin Springs Annex）是位於美國加利福尼亞州萊克縣的一個非建制地區。該地的面積和人口皆未知。

## 地理
哈爾濱斯普林斯附屬建築物的座標為38°47′32″N 122°39′41″W / 38.79222°N 122.66139°W，而該地的平均海拔高度為520米（即1706英尺）。